# Autorespiratore

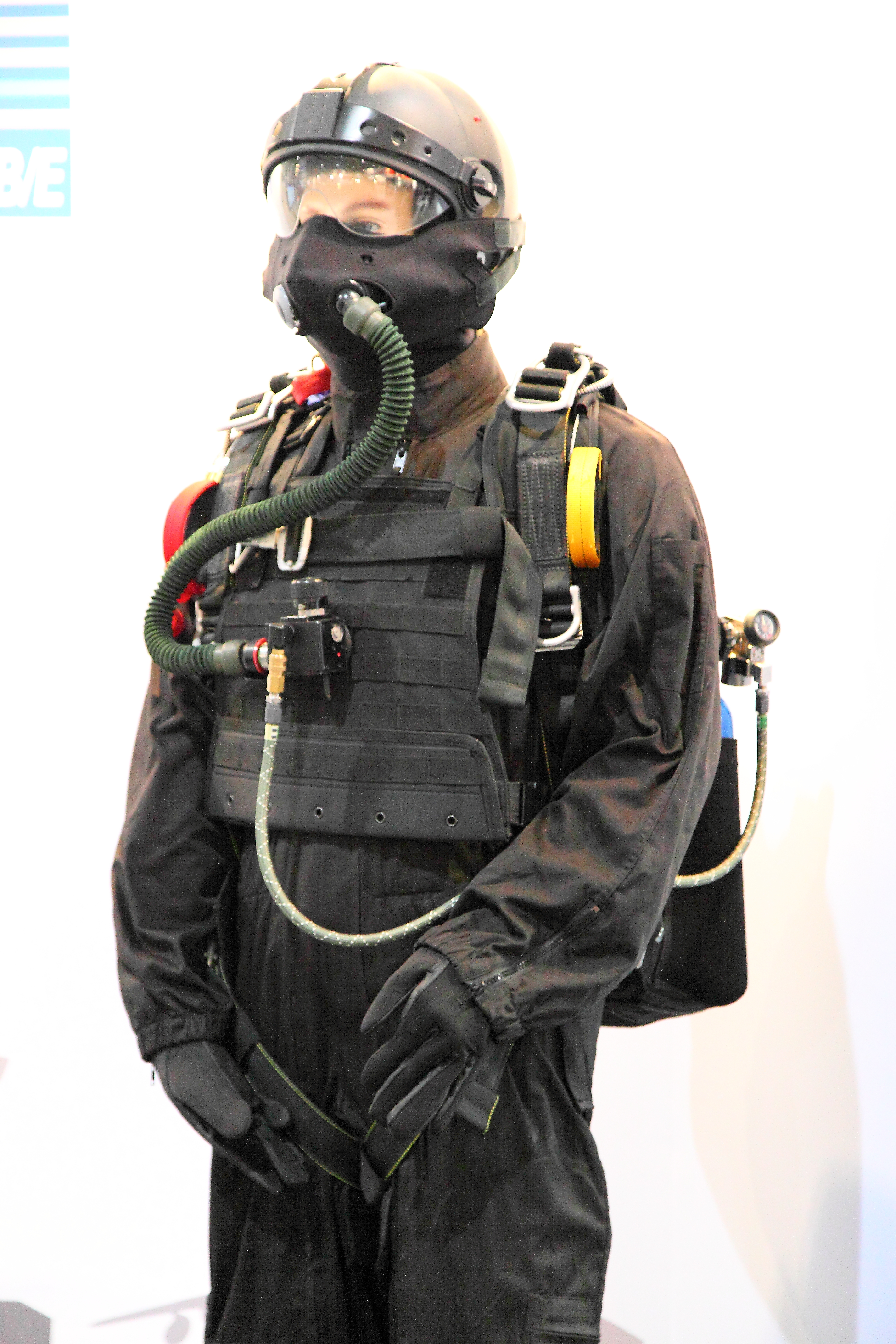
Un autorespiratore.

L'autorespiratore è un dispositivo di protezione individuale per la respirazione e protezione delle vie respiratorie, che isola completamente l’operatore dall'aria atmosferica; è usato per operazioni di salvataggio, d’emergenza o di lavoro in ambienti contaminati.
È una tipologia di maschera respiratoria che non filtra le sostanze nocive dall'aria, ma fornisce aria o ossigeno in quantità sufficiente; gli autorespiratori possono usare due tecnologie: a ciclo chiuso e a ciclo aperto.

## Autorespiratori a ciclo chiuso
Noti anche come rebreather, non hanno alcuno scambio di gas con l'esterno: l'aria espirata attraversa una cartuccia depuratrice, carica di sostanze alcaline, che fissano l'anidride carbonica e il vapore acqueo.
Quindi passa da un altro dispositivo che dosa automaticamente l’ossigeno, prelevato da una bombola ad alta pressione, ripristinando così la proporzione corretta e poi ad un altro stadio che la raffredda con del ghiaccio secco per poi tornare utilizzabile all'operatore. 
Questi autorespiratori hanno una grande autonomia utile, che può arrivare anche a 4 ore, ad esempio per interventi in miniera.

## Autorespiratori a ciclo aperto
Vengono alimentati da una riserva d’aria contenuta in una bombola ad alta pressione. Sono affini agli autorespiratori ad aria usati dai subacquei.
A fronte di una notevole economicità di esercizio, hanno un'autonomia più limitata degli autorespiratori a ciclo chiuso, che si attesta attorno ai 40 minuti.

## Normativa
Nell'ambito della Comunità Europea, in quanto dispositivi di protezione individuale, gli autorespiratori destinati ad essere utilizzati in ambito lavorativo devono essere provvisti di marcatura CE ai sensi del Regolamento sui dispositivi di protezione individuale, che richiede diversi obblighi per i fabbricanti, tra cui anche la redazione di apposite istruzioni per l'uso e della dichiarazione di  conformità UE (salvo nel caso delle eccezioni indicate nella stessa normativa).